# Верхний Туров
Ве́рхний Ту́ров — село в Карпатах, в Борынской поселковой общине Самборского района Львовской области Украины.

## История
Село Верхний Туров (Турочки Выжние, Турочка Ступосянская, Турочка Регалис) было основано над притокой р. Яблонька — потоком Сколабан в 1556 году на основании привилегии королевы Изабеллы. Первая деревянная церковь в В.Турове была построена в начале XVIII века. Рядом, на месте дворовой часовни, в 1890 году была построена церковь Св. Пантелеймона латинизированного типа. В ней сохранились литургические книги XVIII века и иконостас начала XX века. К западу от церкви стоит деревянная двухъярусная колокольня, построенная одновременно с церковью, возле которой находится кладбище. В селе практически все дома построены из дерева, сохранилась традиционная деревянная бойковская застройка и ограждения начала XX века, старые мосты, есть много придорожных часовен и крестов.
В 1946 г. указом ПВС УССР село Турочки Выжние переименовано в Верхний Туров.

## Население
- 1880—356 (327 грекокатоликов—русинов, 29 иудеев—немцев)[1].
- 1921—465 жителей.
- 1989—466 (237 муж., 229 жен.)[3]
- 2001—485[4].